# Хвадагиани, Вахтанг Абессаломович
Вахтанг Абессаломович Хвадагиани (груз. ვახტანგ ხვადაგიანი; 4 апреля 1972, Тбилиси) — советский и грузинский футболист, защитник и полузащитник. Выступал за национальную сборную Грузии. Неоднократный чемпион и обладатель Кубка Грузии.

## Биография

### Клубная карьера
Воспитанник тбилисской средней школы № 35 с футбольным уклоном. Во взрослых соревнованиях дебютировал в 1988 году в тбилисской команде «Шевардени» во второй лиге СССР. В 1989 году провёл 14 матчей за дубль тбилисского «Динамо» в первенстве дублёров, а за основной состав клуба сыграл один матч в Кубке Федерации — 29 мая 1989 года против минских одноклубников.
После выхода грузинских команд из чемпионата СССР провёл несколько сезонов в низших лигах чемпионата Грузии в составе тбилисских клубов «Крцаниси», «Имеди» и «Анци». В высшем дивизионе Грузии дебютировал осенью 1994 года в составе «Шевардени».
В начале 1995 года перешёл в украинский клуб «Верес» (Ровно). Дебютный матч в высшей лиге Украины сыграл 4 марта 1995 года против «Николаева». Всего в весенней части сезона 1994/95 сыграл 11 матчей в чемпионате Украины.
Вернувшись в Грузию, в течение полутора сезонов выступал за «Самтредиа», а затем — за кутаисское «Торпедо». В составе торпедовцев трижды подряд (1999/00, 2000/01, 2001/02) становился чемпионом Грузии, а в сезоне 2002/03 стал серебряным призёром. Также становился обладателем Кубка Грузии (1998/99, 2000/01) и финалистом Кубка (2001/02, 2003/04). Всего за клуб из Кутаиси сыграл в чемпионатах страны более 150 матчей.
В 2001 году переходил в российский клуб «Сокол» (Саратов), но надолго не задержался, сыграв лишь один матч за его резервный состав в первенстве дублёров. В 2004 году перешёл в греческий клуб «ПАС Янина», но и там не закрепился в составе.
В последние годы карьеры играл за клуб «Амери» (Тбилиси), с которым дважды выигрывал Кубок Грузии и становился бронзовым призёром чемпионата страны.

### Карьера в сборной
В национальной сборной Грузии сыграл единственный матч 10 февраля 1998 года против Мальты (3:1), в котором вышел на замену на 78-й минуте.

## Достижения
- Чемпион Грузии: 1999/00, 2000/01, 2001/02
- Обладатель Кубка Грузии: 1998/99, 2000/01, 2005/06, 2006/07